# Schweizer Parlamentswahlen 1863
- DL: 6
- FL: 59
- LM: 37
- ER: 5
- KK: 21

Die Schweizer Parlamentswahlen 1863 fanden am 25. Oktober 1863 statt. Zur Wahl standen 128 Sitze des Nationalrates (acht mehr als zuvor). Die Wahlen wurden nach dem Majorzwahlrecht vorgenommen, wobei das Land in 47 unterschiedlich grosse Nationalratswahlkreise unterteilt war. Stärkste Kraft wurden die Freisinnigen (bzw. Radikal-Liberalen), die aber erstmals nicht mehr über die absolute Mehrheit der Sitze verfügten. Profitieren konnten vor allem die Katholisch-Konservativen und die linke demokratische Bewegung. In allen Kantonen waren die Wahlen in den Ständerat indirekt und erfolgten durch die jeweiligen Kantonsparlamente. Das neu gewählte Parlament trat in der 6. Legislaturperiode erstmals am 7. Dezember 1863 zusammen.

## Neueinteilung der Wahlkreise

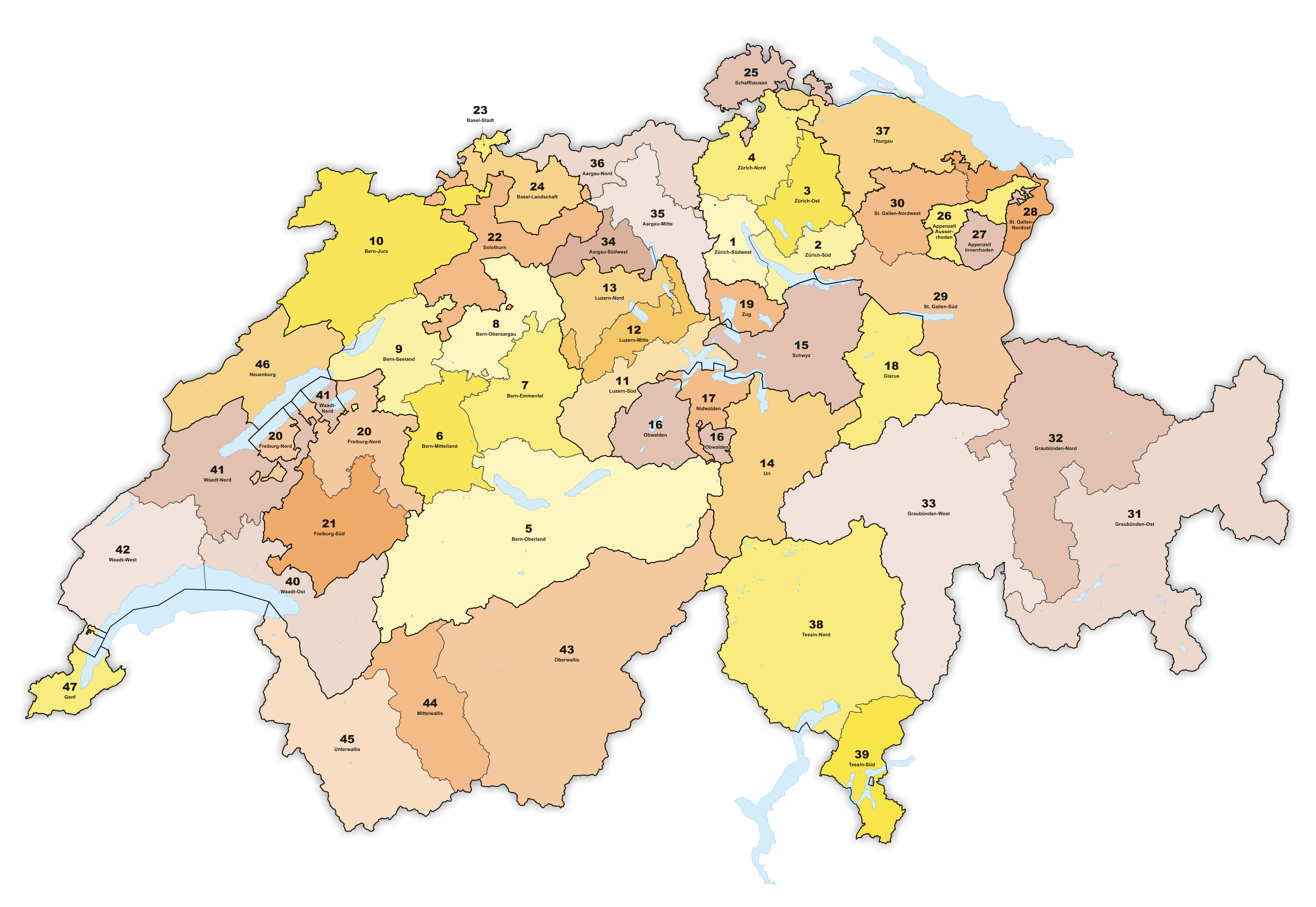
Neueinteilung der Nationalratswahlkreise

Aufgrund der Ergebnisse der Volkszählung von 1860 war von Gesetzes wegen eine Neueinteilung der Wahlkreise fällig Gemäss dem im Jahr 1848 festgelegten Grundsatz, dass ein Nationalrat 20'000 Seelen (Einwohner) oder einen Bruchteil von über 10'000 Seelen vertreten müsse, erhöhte sich die Gesamtzahl der Sitze von 120 auf 128. Von den acht zusätzlichen Mandaten ging je eines an die Kantone Basel-Landschaft, Basel-Stadt, Genf, Graubünden, St. Gallen, Thurgau, Waadt und Wallis.
Obwohl der Thurgau nun über dem 1850 festgelegten «Optimum» von vier Sitzen je Wahlkreis lag, verzichtete man auf eine Aufteilung; somit entstand erstmals ein Fünferwahlkreis. Im Wallis wäre ein Fünferwahlkreis ebenfalls denkbar gewesen. Dadurch wären aber die im Unterwallis konzentrierten Freisinnigen dauerhaft von den Konservativen im Mittel- und Oberwallis überstimmt worden. Um dies zu verhindern, beliess man es bei drei Wahlkreisen, schob aber geographische Gründe vor. Somit erhielt der leicht vergrösserte Wahlkreis Oberwallis den zusätzlichen Sitz. Auch der Kanton Graubünden hätte einen Fünferwahlkreis bilden können. Aufgrund der diffusen Parteistärken war nicht vorhersehbar, wer davon profitieren könnte. Wie von der Graubündner Kantonsregierung gewünscht, reduzierte man aber die Zahl der Wahlkreise von vier auf drei (mit 2,2 und 1 Sitzen). An die Stelle der vier Zweierwahlkreise im Kanton St. Gallen traten drei Dreierwahlkreise. In der Waadt gab es Überlegungen, einen vierten Wahlkreis zu schaffen, man behielt aber die drei bisherigen bei und veränderte ihre Grenzziehung marginal. Völlig unbestritten war die Situation in Genf und den beiden Basel, wo der Wahlkreis dem Kantonsgebiet entsprach. Insgesamt gab es 47 Wahlkreise, zwei weniger als zuvor. Nach der Zustimmung von Nationalrat und Ständerat trat das «Nachtragsgesetz betreffend die Wahlen in den Nationalrath» am 23. Juli 1863 in Kraft.

## Wahlkampf
Wie schon 1860 forderte die Studentenverbindung Helvetia ihre Anhänger auf, eine Kampagne gegen Interessenvertreter der von ausländischem Kapital abhängigen Eisenbahngesellschaften zu führen (womit insbesondere Alfred Escher gemeint war). Die Gegensätze waren aber nicht mehr ausschliesslich persönlicher Natur, sondern sachbezogen; die Aufrufe der Helvetia fanden kaum Beachtung. Nachdem die von Bundesrat Jakob Stämpfli angestrebte Verstaatlichung der Eisenbahnen nicht zustande gekommen war, rückte zunehmend das Projekt einer alpenquerenden Bahnstrecke in den Fokus. Insbesondere in der Ostschweiz wurden Kandidaten zunehmend danach beurteilt, ob sie eine Bahn durch den Gotthard oder den Lukmanier befürworteten. Insgesamt blieb die Alpenbahnfrage aber ein Nebenaspekt des Wahlkampfs, da das Projekt noch kaum gereift war. Die konservative Opposition befand sich in einer Phase zunehmender Desintegration, da es keine nationale Dachorganisation gab und der ideologische Druck von freisinniger Seite sich abschwächte. Hingegen begann sich links vom Freisinn die demokratische Bewegung bemerkbar zu machen. Sie strebte danach, durch den Ausbau direktdemokratischer Rechte die Vormachtstellung des Wirtschaftsbürgertums zu brechen, wodurch sie bisher passive Wählerschichten ansprach.
Während der 5. Legislaturperiode hatte es aufgrund von Vakanzen neun Ersatzwahlen in sieben Wahlkreisen gegeben, mit marginalen Verlusten für Freisinnige und gemässigte Liberale. 1863 gab es insgesamt 69 Wahlgänge (sechs mehr als drei Jahre zuvor). Nur in 27 Wahlkreisen waren die Wahlen bereits nach dem ersten Wahlgang entschieden. Wie in der zweiten Hälfte des 19. Jahrhunderts üblich, traten alle amtierenden Bundesräte zu einer Komplimentswahl an; d. h., sie stellten sich als Nationalräte zur Wahl, um sich von den Wählern ihre Legitimation als Mitglieder der Landesregierung bestätigen zu lassen. Besondere Mühe bekundete dabei Wilhelm Matthias Naeff, der im 28. Wahlkreis (St. Gallen-Nordost) drei Wahlgänge benötigte. Erst am 8. Februar 1864 war der Nationalrat komplett, nachdem die daraufhin notwendigen Ergänzungswahlen abgeschlossen waren.
Obwohl die Konkurrenz grösser geworden war und mehr Wahlkreise umstritten waren, sank die Wahlbeteiligung. Schweizweit betrug sie im ersten Wahlgang 46,6 %, was einem Rückgang von 2,5 % entspricht; sie lag damit nur geringfügig über dem Tiefstwert von 1854. Aufgrund der Wahlpflicht war sie im Kanton Schaffhausen mit 88,2 % am höchsten. Ansonsten wies nur der Kanton Aargau einen Wert von mehr als 80 % auf. In Basel-Stadt war fast eine Verdreifachung zu verzeichnen, während die Beteiligung im Kanton Solothurn um ein Viertel zurückging. Erneut am tiefsten war sie im Kanton Zürich mit 18,6 %. Erstmals überhaupt verloren die bisher dominierenden Freisinnigen (bzw. Radikal-Liberalen) die absolute Mehrheit der Sitze. Zurückzuführen war dies auf den Wechsel mehrerer Freisinniger ins Lager der gemässigten Liberalen. Profitieren konnten insbesondere die Katholisch-Konservativen und die demokratische Linke mit je fünf Sitzgewinnen.

## Ergebnis der Nationalratswahlen

### Gesamtergebnis
Von 556'738 volljährigen männlichen Wahlberechtigten nahmen 259'398 an den Wahlen teil, was einer Wahlbeteiligung von 46,6 % entspricht. In diesen Zahlen nicht mitberücksichtigt sind die Kantone Appenzell Ausserrhoden, Appenzell Innerrhoden, Glarus, Obwalden, Nidwalden und Uri: Dort erfolgte die Wahl durch die jeweilige Landsgemeinde, weshalb keine genauen Resultate verfügbar sind.
Die 128 Sitze im Nationalrat verteilten sich wie folgt:
| \| Partei \| Sitze 1860 \| vor Auf- lösung \| Sitze 1863 \| +/− \| Wähler- anteil \| +/− \| \| ------------ \| ---------- \| --------------- \| ---------- \| --- \| -------------- \| ------ \| \| FL \| 64 \| 62 \| 59 \| −5 \| 44,1 % \| −4,1 % \| \| LM \| 36 \| 35 \| 37 \| +1 \| 23,8 % \| +2,2 % \| \| KK \| 16 \| 18 \| 21 \| +5 \| 19,0 % \| −2,2 % \| \| DL \| 1 \| 1 \| 6 \| +5 \| 06,7 % \| +3,8 % \| \| ER \| 3 \| 4 \| 5 \| +2 \| 04,6 % \| +0,6 % \| \| Diverse \| – \| – \| – \| – \| 01,5 % \| +0,4 % \| \| kl. Parteien \| – \| – \| – \| – \| 00,3 % \| −0,7 % \| | - FL = Freisinnige Linke (Freisinnige, Radikale, Radikaldemokraten) - LM = Liberale Mitte (Liberale, Liberaldemokraten) - KK = Katholisch-Konservative - ER = Evangelische Rechte (evangelische/reformierte Konservative) - DL = Demokratische Linke (extreme Linke, Demokraten) |                 |            |     |                |        |
| Partei | Sitze 1860 | vor Auf- lösung | Sitze 1863 | +/− | Wähler- anteil | +/−    |
| FL | 64 | 62              | 59         | −5  | 44,1 %         | −4,1 % |
| LM | 36 | 35              | 37         | +1  | 23,8 %         | +2,2 % |
| KK | 16 | 18              | 21         | +5  | 19,0 %         | −2,2 % |
| DL | 1 | 1               | 6          | +5  | 06,7 %         | +3,8 % |
| ER | 3 | 4               | 5          | +2  | 04,6 %         | +0,6 % |
| Diverse | – | –               | –          | –   | 01,5 %         | +0,4 % |
| kl. Parteien | – | –               | –          | –   | 00,3 %         | −0,7 % |

Hinweis: Eine Zuordnung von Kandidaten zu Parteien und politischen Gruppierungen ist nur bedingt möglich. Der politischen Wirklichkeit des 19. Jahrhunderts entsprechend kann man eher von Parteiströmungen oder -richtungen sprechen, deren Grenzen teilweise fliessend sind. Die verwendeten Parteibezeichnungen sind daher eine ideologische Einschätzung.

### Ergebnisse in den Kantonen
Die nachfolgende Tabelle zeigt die Verteilung der errungenen Sitze auf die Kantone.
| Kanton                 | Sitze total | Wahl- kreise | Betei- ligung | FL | FL | LM | LM | KK | KK | DL | DL | ER | ER |
| ---------------------- | ----------- | ------------ | ------------- | -- | -- | -- | -- | -- | -- | -- | -- | -- | -- |
| Aargau                 | 10          | 3            | 82,4 %        | 4  |    | 4  | −1 | 2  | +1 |    |    |    |    |
| Appenzell Ausserrhoden | 2           | 1            | –             |    |    | 2  |    |    |    |    |    |    |    |
| Appenzell Innerrhoden  | 1           | 1            | –             |    |    |    |    | 1  |    |    |    |    |    |
| Basel-Landschaft       | 3           | 1            | 51,8 %        | 3  | +1 |    |    |    |    |    |    |    |    |
| Basel-Stadt            | 2           | 1            | 78,8 %        | 1  | +1 | 1  |    |    |    |    |    |    |    |
| Bern                   | 23          | 6            | 44,5 %        | 20 | −1 |    |    |    |    |    |    | 3  | +1 |
| Freiburg               | 5           | 2            | 39,3 %        |    |    | –  | −1 | 5  | +1 |    |    |    |    |
| Genf                   | 4           | 1            | 57,7 %        | 4  | +2 | –  | −1 |    |    |    |    |    |    |
| Glarus                 | 2           | 1            | –             |    |    | 2  |    |    |    |    |    |    |    |
| Graubünden             | 5           | 3            | 50,7 %        | 2  | −1 | 2  | +1 | 1  | +1 |    |    |    |    |
| Luzern                 | 7           | 3            | 28,0 %        | 5  |    |    |    | 2  |    |    |    |    |    |
| Neuenburg              | 4           | 1            | 37,5 %        | 4  |    |    |    |    |    |    |    |    |    |
| Nidwalden              | 1           | 1            | –             |    |    | −  | −1 | 1  | +1 |    |    |    |    |
| Obwalden               | 1           | 1            | –             |    |    |    |    | 1  |    |    |    |    |    |
| Schaffhausen           | 2           | 1            | 88,2 %        | −  | −1 | 1  |    |    |    | 1  | +1 |    |    |
| Schwyz                 | 2           | 1            | 13,7 %        |    |    | −  | −1 | 2  | +1 |    |    |    |    |
| Solothurn              | 3           | 1            | 56,0 %        | 2  |    |    |    | 1  |    |    |    |    |    |
| St. Gallen             | 9           | 3            | 67,5 %        | 2  | −2 | 5  | +2 |    |    | 2  | +1 |    |    |
| Tessin                 | 6           | 2            | 38,0 %        | 4  | −1 | 1  | +1 | 1  |    |    |    |    |    |
| Thurgau                | 5           | 1            | 71,3 %        | 1  | −2 | 2  | +1 | 1  | +1 | 1  | +1 |    |    |
| Uri                    | 1           | 1            | –             |    |    |    |    | 1  |    |    |    |    |    |
| Waadt                  | 11          | 3            | 37,3 %        | 5  | −1 | 4  |    |    |    | 2  | +2 |    |    |
| Wallis                 | 5           | 3            | 50,5 %        | 2  |    |    |    | 3  | +1 |    |    |    |    |
| Zug                    | 1           | 1            | 30,7 %        |    |    | 1  |    |    |    |    |    |    |    |
| Zürich                 | 13          | 4            | 18,6 %        |    |    | 11 | −1 |    |    |    |    | 2  | +1 |
| Schweiz                | 128         | 47           | 46,6 %        | 59 | −5 | 37 | +1 | 21 | +5 | 6  | +5 | 5  | +2 |